# エミール・マッセ
エミール・マッセ（Emile Massais、1836年 - 1877年10月9日）は、明治時代にお雇い外国人として来日したフランスの医師である。

## 経歴・人物
1870年（明治3年）に日本政府の招聘により来日する。後にオランダ人のアントニウス・ボードウィンの後継者として、ウィリアム・ウィリスが勤務した大学東校（現在の東京大学医学部）にて教鞭を執ったがわずか2ヶ月後に退任した。その後は高知藩が創設した吸江病院の医師として活動し、1872年（明治5年）にはポール・ブリューナからの推薦により富岡製糸場に雇われ同工場に勤務する従業員の診察に当たる。
またこの頃には松浦水太郎の居住地に滞在し、後に兵庫県の生野銀山にてフランス人を中心に同銀山に勤務する技師の診療にあたった。晩年は横浜の病院にて当時流行していたコレラに感染した患者の診察に当たったが、自身も感染して急逝した。没後は横浜外国人墓地に埋葬された。